# Cataratas del Rin
Las cataratas del Rin (del alemán: Rheinfall) son el mayor salto de agua en la Europa central y se encuentran en el curso del Alto Rin, entre los municipios de Neuhausen am Rheinfall y Laufen-Uhwiesen, cerca de la ciudad de Schaffhausen, en el norte de Suiza, entre los cantones de Zúrich y Schaffhausen. Tienen 150 metros de anchura y 23 m de altura. En los meses de invierno, el caudal medio es de 250 m³/s, mientras que en el verano, el caudal medio es de 700 m³/s. El caudal más alto jamás medido fue 1250 m³/s en 1965, y el más bajo, 95 m³/s en 1921.
Los únicos peces que pueden remontar las cataratas son las anguilas y las truchas, capaces de avanzar serpenteando a lo largo de las rocas.

## Geología

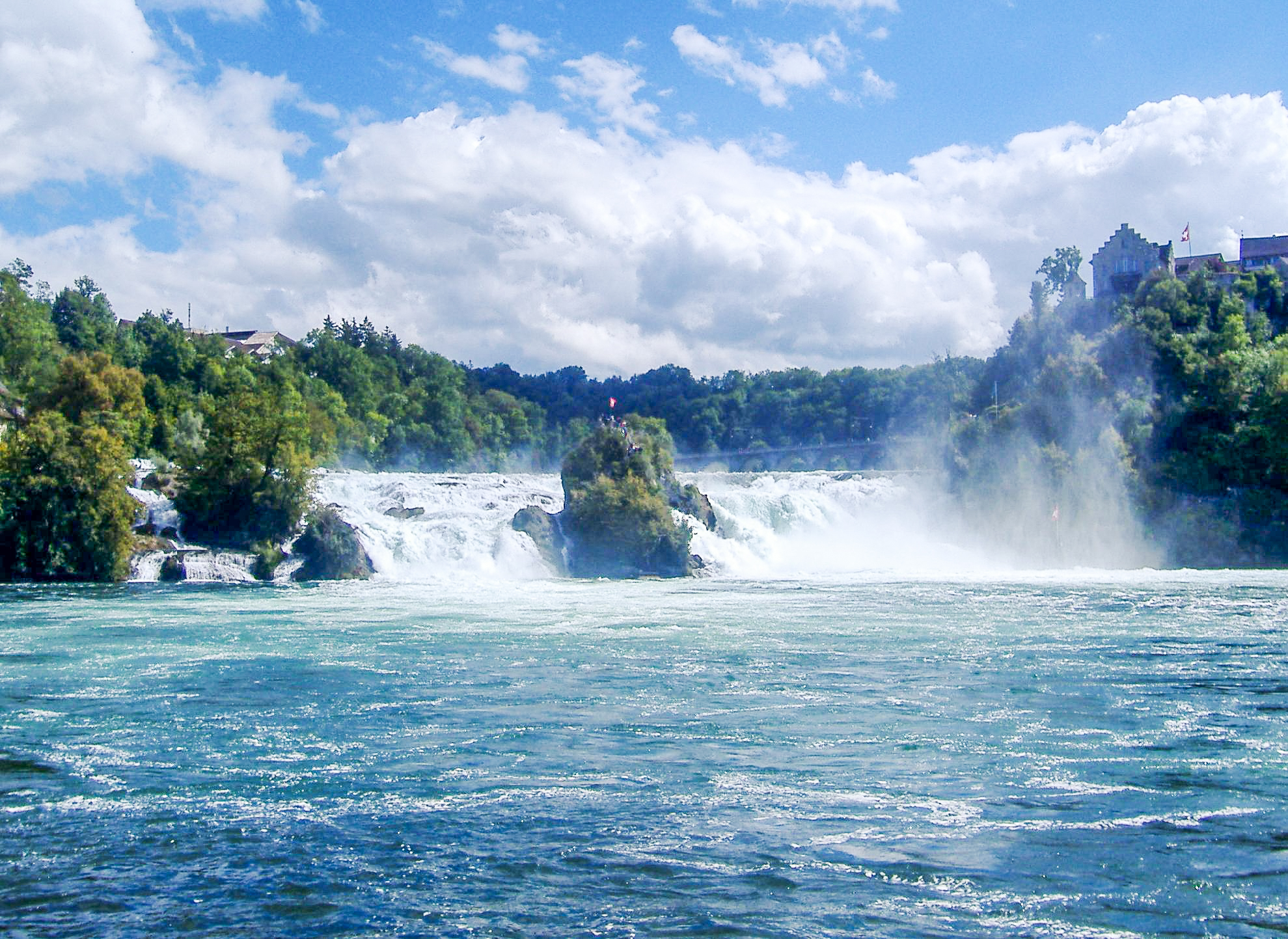
Las cataratas vistas desde el Rin

Las cataratas del Rin se formaron en la última era glacial, hace entre 14 000 y 17 000 años, por rocas resistentes a la erosión del estrechamiento del cauce. Los avances de la primera glaciación crearon las formas terrestres actuales hace aproximadamente 500 000 años. Hasta el final de la Glaciación illinoiense hace aproximadamente 132 000 años, el Rin discurría hacia el oeste desde Schaffhausen pasado Klettgau. Este primer cauce fue cubierto más tarde con grava.
Hace unos 132 000 años el curso del río cambió hacia el sur en Schaffhausen y formó un nuevo canal, que también se llenó de grava. Parte del actual Rin incluye este antiguo cauce.
Durante la glaciación Würm, el Rin fue empujado hacia el sur a su curso actual, en un duro lecho de piedra caliza del Jurásico Superior. Como el río discurría tanto sobre la dura piedra caliza como sobre la fácilmente erosionable grava de glaciaciones anteriores, el salto de agua actual se formó hace entre 14 000 y 17 000 años. La Rheinfallfelsen, una gran roca, es el remanente de la roca caliza original que flanqueaba el canal anterior. La roca se ha erosionado muy poco en los últimos años debido a que el Rin no transporta demasiado sedimento, ya que fluye suavemente por el rebosamiento del cercano lago de Constanza.

## Economía
El lado norte de las cataratas es un sitio de molinos. En el siglo XVII, se construyó un alto horno para la fundición de mineral de hierro que se encuentra en la piedra caliza. Estuvo en funcionamiento hasta la primera mitad del siglo XIX.
En 1887 las ferrerías solicitaron permiso para desviar entre una quinta parte y la mitad del caudal del río para la generación de electricidad. El Club Alpino Suizo, la Schweizerische Gesellschaft Naturforschende (un grupo ecologista) y varias sociedades científicas se opusieron al plan.
En 1913, se llevó a cabo un concurso internacional para conseguir el mejor plan para una ruta de navegación entre Basilea y el lago de Constanza.
En 1919, se le dijo a una empresa que quería construir centrales eléctricas en el norte de Suiza que cualquier estación de este tipo en las cataratas del Rin "debe servir a los intereses económicos de los ciudadanos".
En 1944, el Consejo de los Estados suizo concedió permiso para construir la central propuesta. El permiso debía entrar en vigor el 1 de febrero de 1948, comenzando la construcción en 1952. Pero en 1951, la Neue Helvetische Gesellschaft (Nueva Sociedad Suiza), bajo la dirección de Emil Egli, consiguió que 150 000 ciudadanos suizos firmaran una petición para protestar contra el proyecto, entre los cuales había 49 personalidades famosas, como Hermann Hesse y Carl Jacob Burckhardt. La petición no solo hundió el proyecto de la central eléctrica, sino que también previno con eficacia todas las hidroeléctricas y los proyectos futuros de navegación en la parte alta del Rin hasta el día de hoy.
En la actualidad, las cataratas siguen siendo objeto de examen para los proyectos de energía hidroeléctrica, aunque hay poca agua en el Rin para generar una cantidad significativa de energía. El mayor valor económico de las cataratas es como atracción turística.

## Turismo
La comunidad más cercana es Neuhausen am Rheinfall, donde los turistas pueden ver el castillo de Wörth (del siglo XII). Se puede hacer una excursión en barco por el Rin hasta las cataratas y la Rheinfallfelsen. También hay plataformas de observación con una vista espectacular de las cataratas construidas a ambos lados del Rin, a las que se llega a través de escaleras empinadas y estrechas.
Las cataratas del Rin son de fácil acceso en coche, bicicleta y transporte público (estaciones de ferrocarril Bahnhof "Neuhausen Bad Bf" del DB y Bahnstation del SBB "Schloss Laufen am Rheinfall" ). Los grandes aparcamientos de pago se encuentran en Neuhausen y Laufen.
Las cataratas del Rin han impresionado a los turistas durante siglos. En el siglo XIX, el pintor William Turner hizo varios estudios y grandes pinturas de las cataratas, y el poeta lírico Eduard Mörike escribió de las cataratas:
Halte dein Herz, o Wanderer, fest in gewaltigen Händen! Mir entstürzte vor Lust zitternd das meinige fast. Rastlos donnernde Massen auf donnernde Massen geworfen, Ohr und Auge, wohin retten sie sich im Tumult?
(Manten tu corazón, oh, viajero, bien en manos poderosas! El mío casi ha descendido, temblando de placer. Inquietas masas atronadoras arrojadas a las masas, el oído y el ojo, ¿adónde pueden salvarse en ese alboroto?)

## Galería

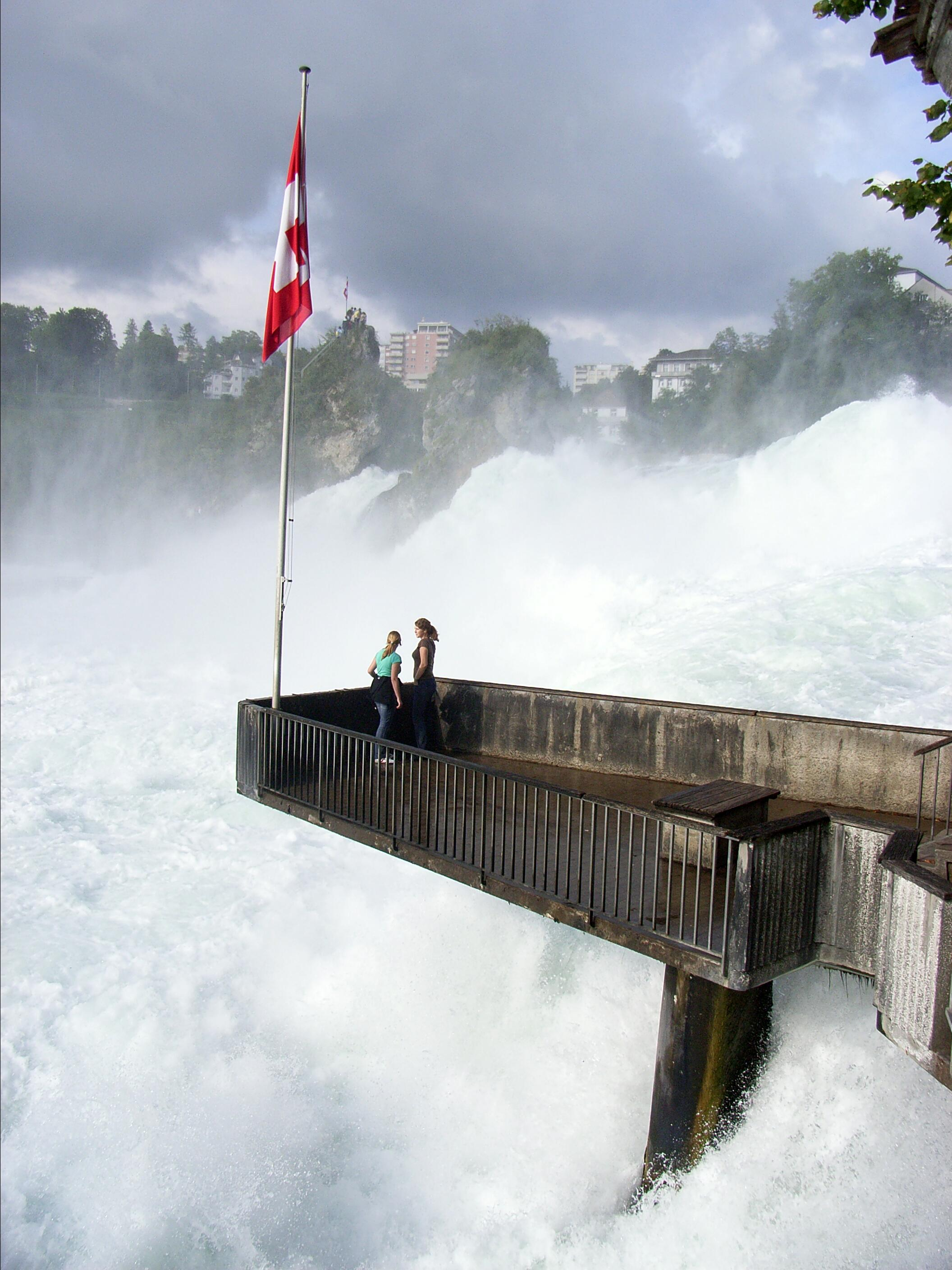
Plataforma de observación
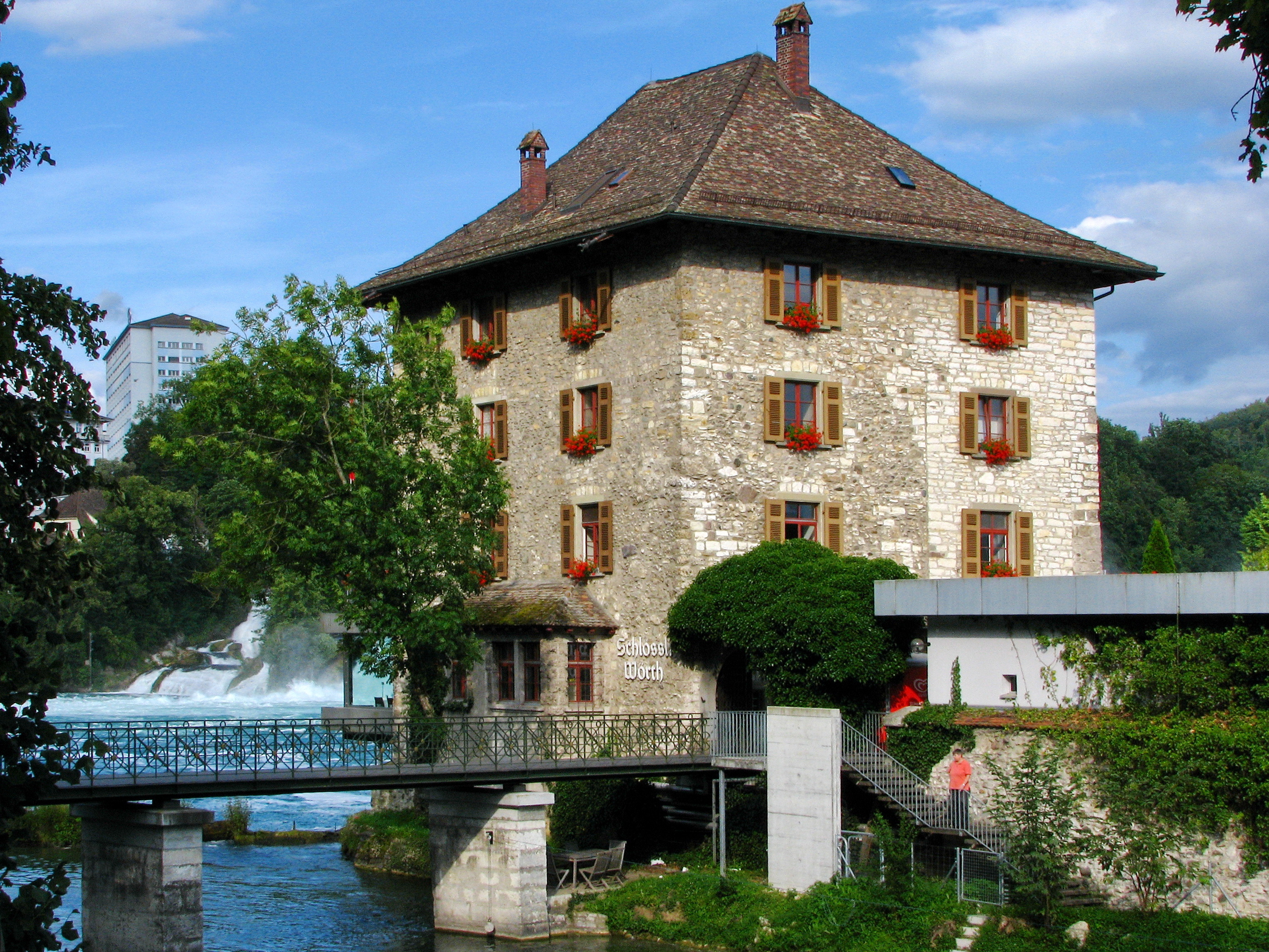
Castillo de Wörth
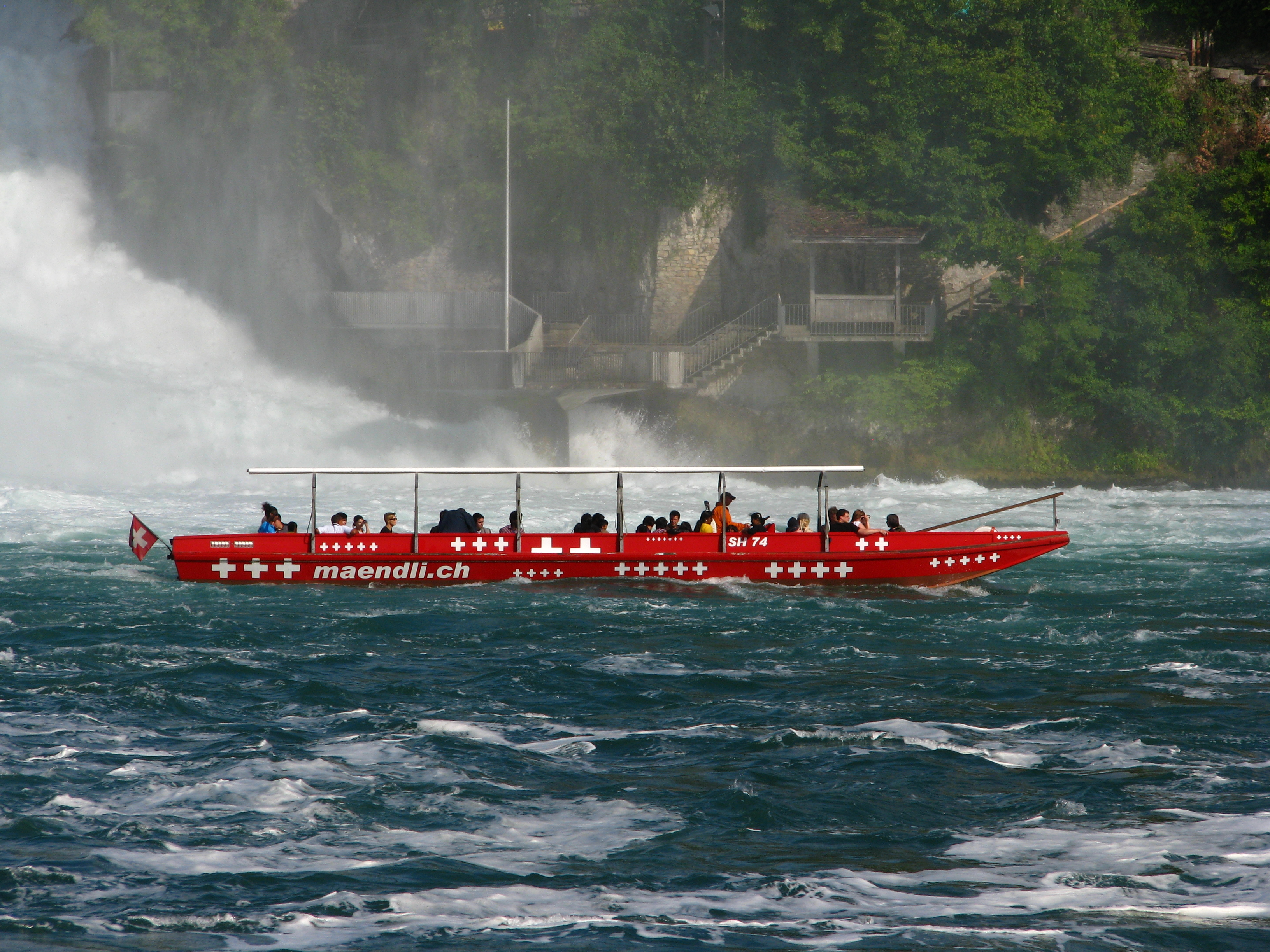
Barco turístico cerca de las cataratas
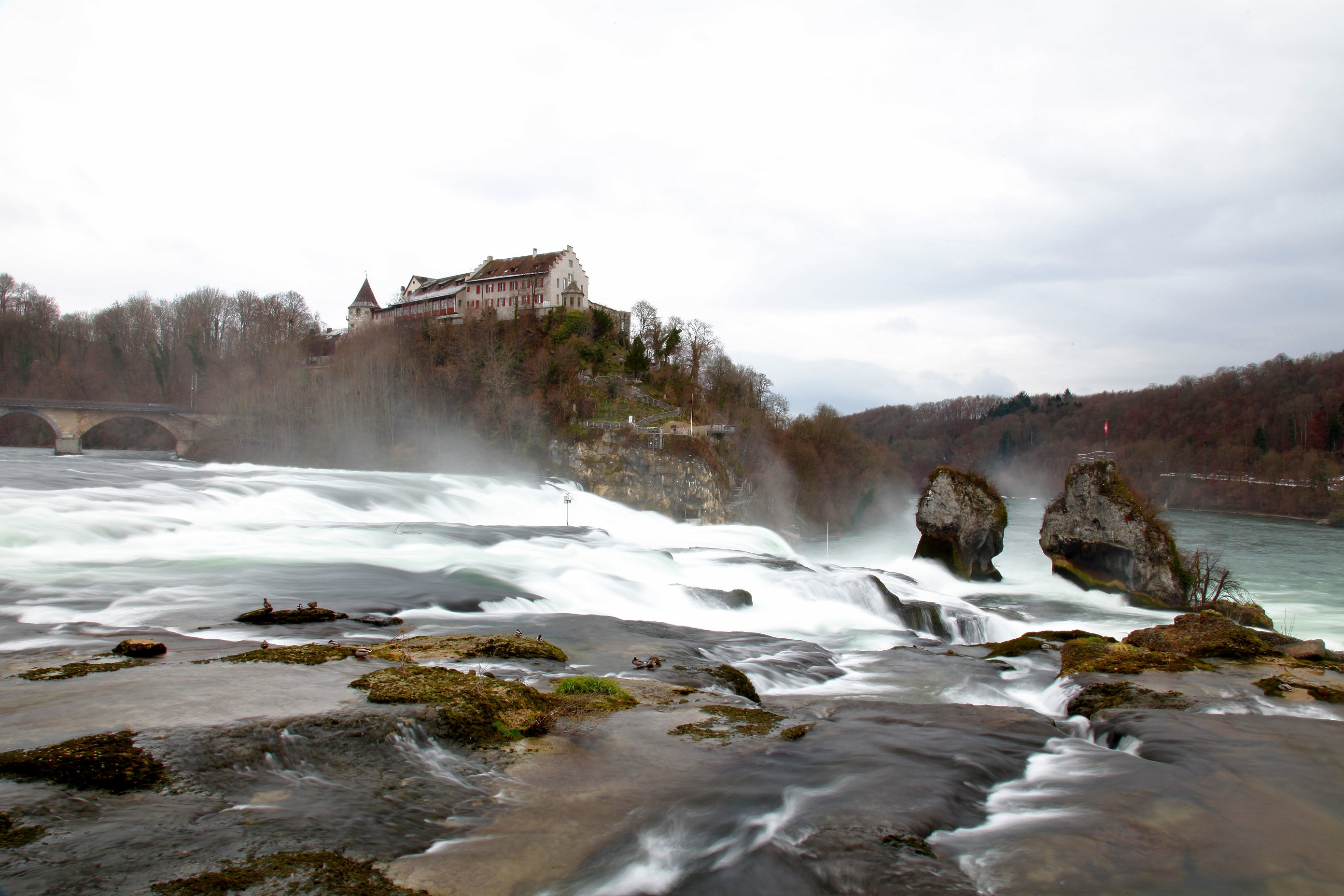
Cataratas del Rin con el castillo de Laufen al fondo
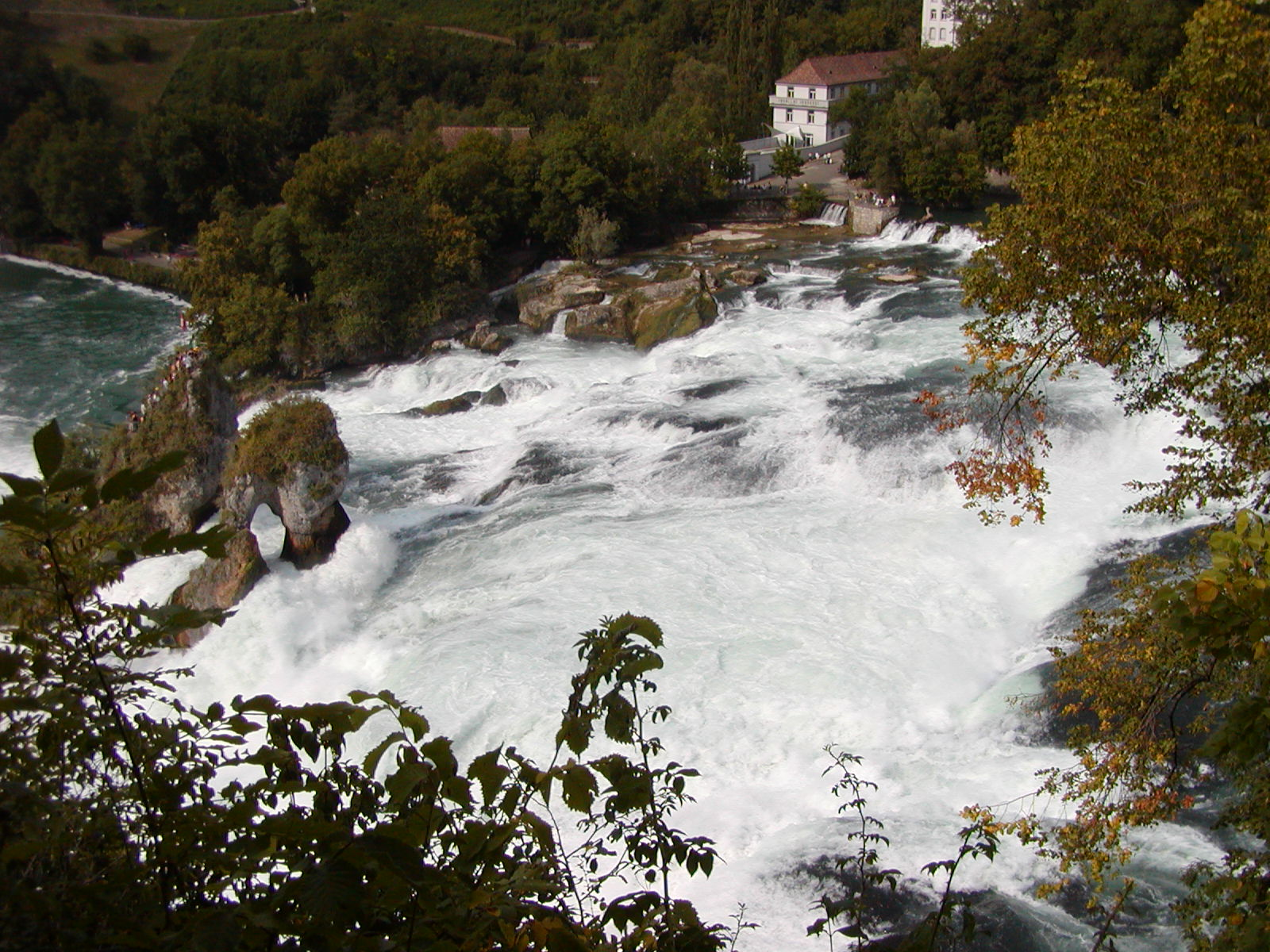
Vista desde el castillo de Laufen
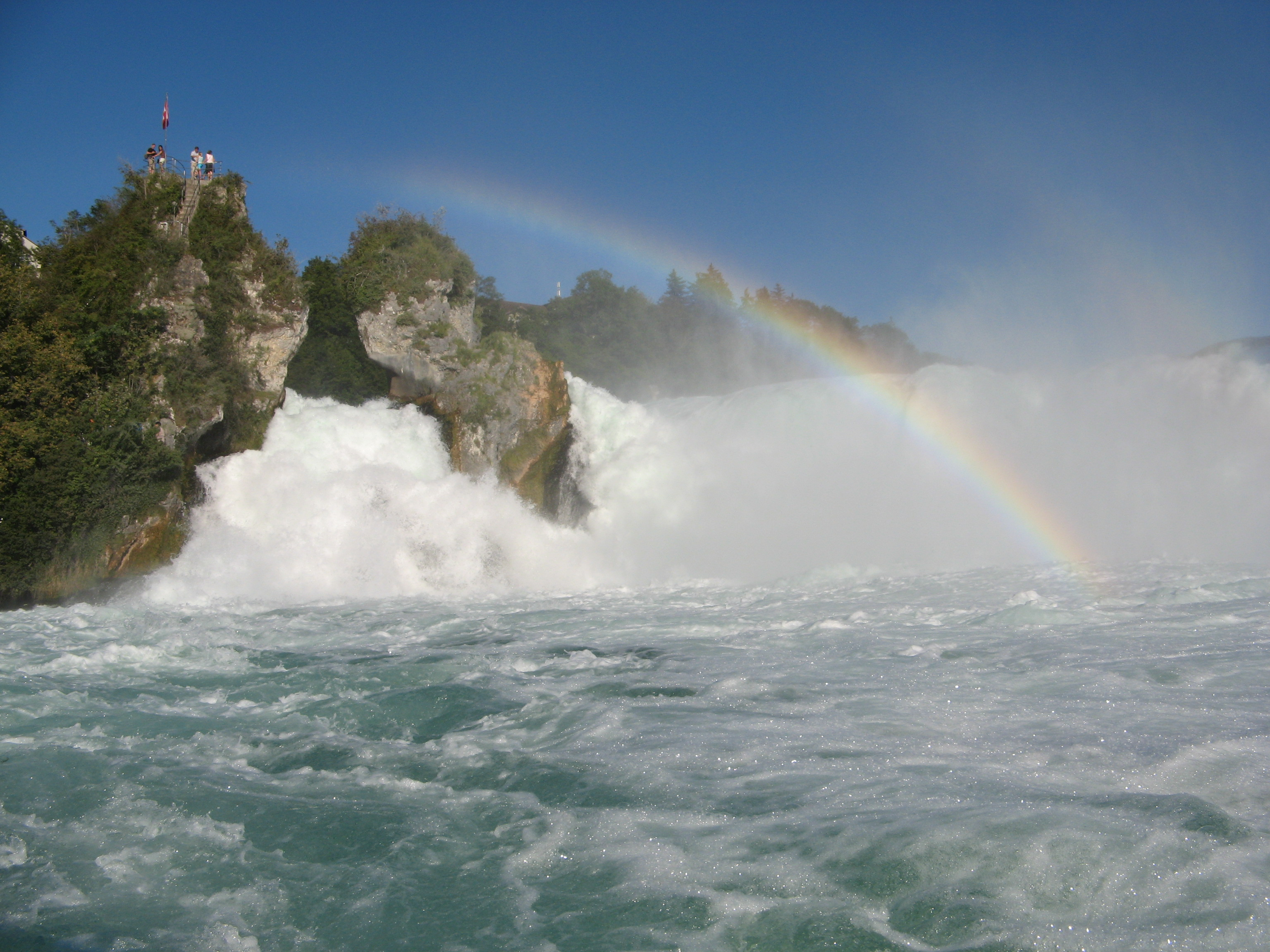
Cataratas del Rin con el arcoíris
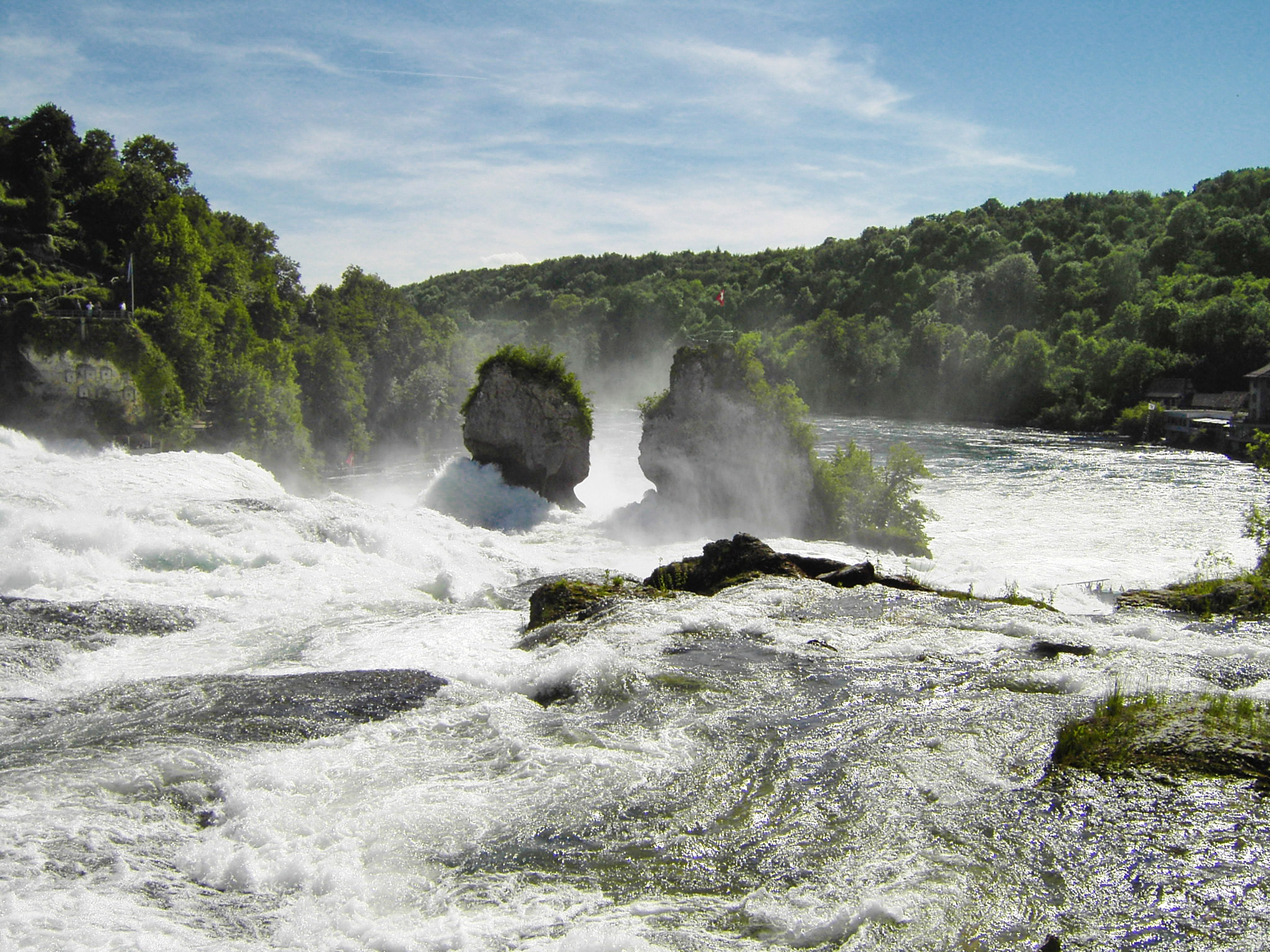
Cataratas del Rin
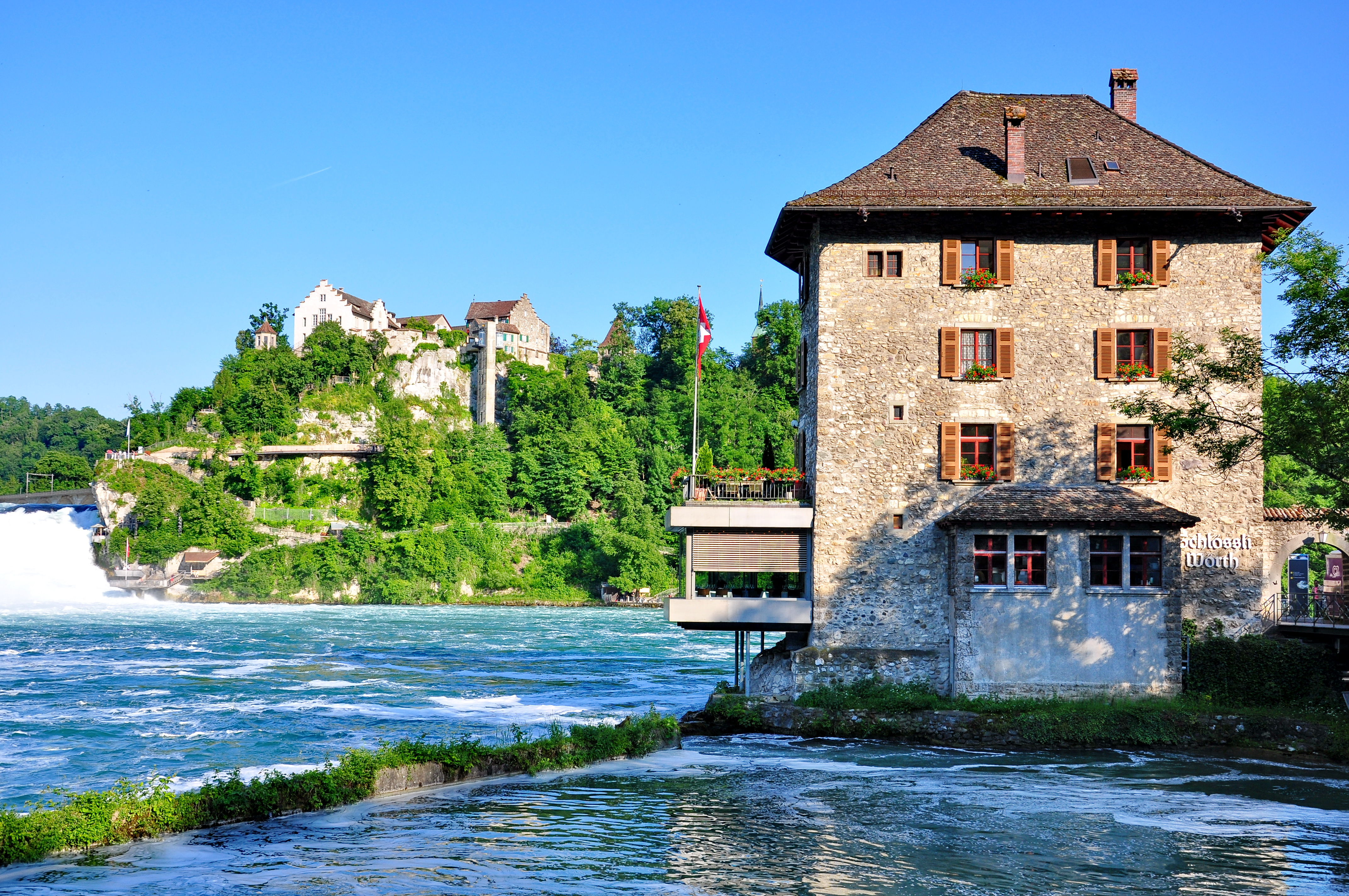
Castillo de Wörth, cataratas del Rin y castillo de Laufen al fondo
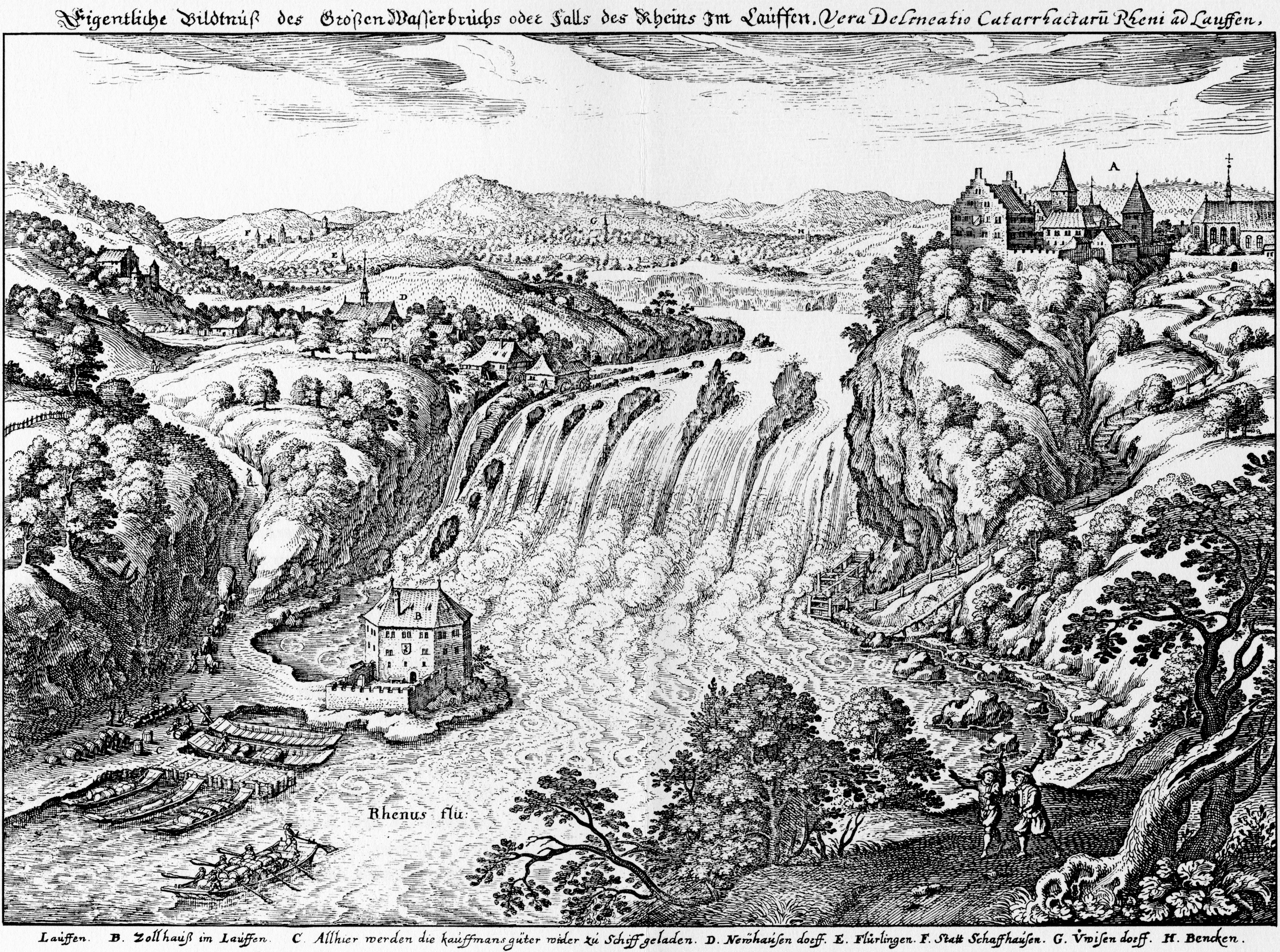
Cataratas del Rin y castillo de Laufen en 1642